# Asura rufotincta
Asura rufotincta là một loài bướm đêm thuộc phân họ Arctiinae, họ Erebidae.